# Чикош
Чикош је назив за човека чије је занимање да чува коње. Ово занимање је постајало још у најранијим временима.

## О занату
Свако село у прошлости је поред многе друге стоке имало увек и пуно коња, ергела, а посао око њих као и њихово чување обављали су чикоши. Чикош је обично чувао коње које припадају другим људима, једном или неколико власника. 
Чикоша је данас све мање или их уопште нема. Главни чикош је за сваког коња добијао нешто хране, канту жита или кукуруза, за помоћника узимао једног или два дечака. Они су чували коње, обично ноћу када су сви коњи били у ергели. Изјутра би их растеривали, оне за вучу одводили до власника, а преко дана у ергели су остајале кобиле ждребне или са ждребадима и омад (ждребад од годину дана).
Када са паше коњи зађу у њиве или ако се спрема невреме, а тада се коњи узнемире, чикоши тада ступају на сцену. Чикош тада узјаше једног од коња, подводача, те пуцњавом бича оног другог са кожним бичем, доводи остале на појило или их мота у круг да их загреје.
Чикоши су могли бити само смели и здрави људи који су волели коње.